# Cantonul Lyon-X
Cantonul Lyon-X este un canton din arondismentul Lyon, departamentul Rhône, regiunea Rhône-Alpes, Franța.